# ساكن شطيرة

تعديل مصدري - تعديل

ساكن شطيره هي إحدى قرى عزلة أحور بمديرية أحور التابعة لمحافظة أبين، بلغ تعداد سكانها 56 نسمة حسب تعداد اليمن لعام 2004.